# Michotamia indiana
Michotamia indiana là một loài ruồi trong họ Asilidae. Michotamia indiana được Joseph & Parui miêu tả năm 1981. Loài này phân bố ở miền Ấn Độ - Mã Lai.